# Пластид
Пластидите са структури, характерни само за растителните клетки. Делят се на три вида – хлоропласти, хромопласти и левкопласти. Те също са самостоятелни органели и се размножават чрез делене. Имат собствени кръгови ДНК-молекули и белтъксинтезиращ апарат.
Пропластиди са най-малките и дребни пластиди, които имат слабо развита вътрешномембранна система. Срещат се в матрикса и мехурчестите структури.

## Хлоропласти
Хлоропластите са най-големите клетъчни органели в растителната клетка. Представляват приблизително 80% от обема ѝ и заемат централно място. Поради наличието на пигмента хлорофил те са зелени на цвят. Намират се в зелените части на растението, най-вече листата. Те също са двумембранни органели, като първата мембрана пропуска по-широк кръг от метаболити и йони, а втората е по-сетивна и пропуска само определени вещества, важни за фотосинтезата. Във вътрешността също има мембранни образувания, които са изградени от тилакоидни мембрани, наречени грани. Граните представляват съвкупност от силно сплеснати цистерни, каналчета и мехурчета, разположени под формата на стълбче от монети. Вътрешността на хлоропластите, наречена строма, съдържа хлоропластна ДНК, РНК, рибозоми, ензими. Там се извършва цикълът на Калвин и се синтезират РНК, ДНК, липиди и белтъци.

## Хромопласти
Хромопластите имат неправилна форма. Те се развиват от хлоропласти или левкопласти. Наличие на голям брой пластоглобули (липидни капки). Слабо развити тилакоиди. Имат оранжев цвят заради натрупаните в тях каротиноиди. Те се съдържат в голямо количество във венчелистчетата на цветовете. През лятото в листата на растенията хлорофила замаскира каротеноидите, но когато хлорофилът деградира, каротеноидите стават видими.

## Левкопласти
Левкопластите са безцветни. Срещат се предимно в корените и плодовете и съдържат предимно скорбяла, белтъци и мазнини.

## Изменения
Пластидите са сходни по структура и могат да преминават от едни вид в друг:
- левкопласти в хлоропласти – под действието на светлината;
- хлоропласти в хромопласти – при зреене или пожълтяване на листата.

Обратното превръщане е невъзможно.